# Mateo Flores Lozano
Mateo Flores Lozano (Valencina de la Concepción, 7 de abril de 2004) es un futbolista español que juega como centrocampista en el F. C. Arouca de la Primeira Liga.

## Trayectoria
Llegó a la cantera del Real Betis Balompié en el año 2015 en la categoría de alevín y en el año 2021 fue cedido al Calavera C. F. Tras su paso por el equipo blanquinegro volvió al Betis a la categoría de División de Honor, donde tras un año brillante fue ascendido al Betis Deportivo.
Desde entonces estuvo en el punto de mira del primer equipo, desde el que Manuel Pellegrini le llamó para viajar a Austria a realizar la pretemporada a mediados de 2024, y donde tuvo minutos en partidos amistosos. En la temporada 2024-25 participó en entrenamientos a las órdenes del chileno y llegó a participar en alguna convocatoria, realizando su debut con el equipo el 19 de octubre de 2024 en El Sadar, entrando en el minuto 68 a un partido que se saldó con victoria verdiblanca por 1–2.
El 26 de julio de 2025 se marchó a Portugal para jugar cedido en el F. C. Arouca.

## Clubes
Actualizado al último partido disputado el 28 de mayo de 2025.
| Club                     | País     | Año       | Partidos | Goles |
| ------------------------ | -------- | --------- | -------- | ----- |
| Betis Deportivo Balompié | España   | 2023-2025 | 58       | 0     |
| Real Betis Balompié      | España   | 2024-act. | 17       | 0     |
| F. C. Arouca (cedido)    | Portugal | 2025-act. |          |       |